# Puhacivka, Mlîniv
Puhacivka (în ucraineană Пугачівка) este localitatea de reședință a comunei Puhacivka din raionul Mlîniv, regiunea Rivne, Ucraina.

## Demografie
Componența lingvistică a localității Puhacivka
     Ucraineană (98,97%)
     Alte limbi (0,94%)
Conform recensământului din 2001, majoritatea populației localității Puhacivka era vorbitoare de ucraineană (98,97%), existând în minoritate și vorbitori de alte limbi.